# Radio Cluj
Radio Cluj (în maghiară Kolozsvári Rádió) este un post public de radio din România, parte a Societății Române de Radiodifuziune. 

## Istoric
A fost înființat la 15 martie 1954. 
În 1985, odată cu acutizarea dictaturii comuniste și a centralismului promovat de Nicolae Ceaușescu, i-a fost întreruptă emisia. Radio Cluj și-a reluat emisiunile imediat după evenimentele din decembrie 1989.
În prezent Radio Cluj este primul canal regional al Radio România care transmite 24 de ore din 24..
Emite în limbile română și maghiară.

## Frecvențe

### Transmisie în AM
- Cluj-Napoca - 909 AM
- Oradea - 1593 AM
- Sibiu - 1593 AM
- Sighetu Marmației (SRR Radio Sighet) - 1404 AM

### Transmisie în FM
- Cluj-Napoca - 95.6 FM, 98.8 FM (pentru minorități)
- Huedin - 97.3 FM (pentru minorități)
- Negrești-Oaș - 93.3 FM
- Satu Mare - 87.9 FM
- Sighetu Marmației - 101.7 FM
- Zalău - 89.6 FM (pentru minorități)